# حسنلی (جبراییل)
حسنلی (به لاتین: Hasanlı) یک منطقهٔ مسکونی در جمهوری آذربایجان است که در شهرستان جبرئیل واقع شده‌است.